# 27 Arietis
27 Arietis, som är stjärnans Flamsteed-beteckning, är en dubbelstjärna belägen i den mellersta delen av stjärnbilden Väduren. Den har en kombinerad skenbar magnitud på ca 6,21 och är mycket svagt synlig för blotta ögat där ljusföroreningar ej förekommer. Baserat på parallax enligt Gaia Data Release 2 på ca 11,6 mas, beräknas den befinna sig på ett avstånd på ca 280 ljusår (ca 86 parsek) från solen. Den rör sig närmare solen med en heliocentrisk radialhastighet av ca -123 km/s och kan komma så nära Jorden som 84 ljusår om ca 643 000 år.

## Egenskaper
Primärstjärnan 27 Arietis A är en gul jättestjärna av spektralklass G8 III-IV Fe-2, vilket betyder att den har spektrala drag mellan en jätte- och en underjättestjärna, ett starkt underskott av järn och svaga CH-linjer i dess spektrum. Den har en massa som är ca 1,3 solmassor, en radie som är ca 6 solradier och utsänder ca 28 gånger mera energi än solen från dess fotosfär vid en effektiv temperatur av ca 4 800 K.
27 Arietis synes vara en enkelsidig spektroskopisk dubbelstjärna med en omloppsperiod av 130,7 dygn och en excentricitet på 0,366. Den har ett "a sin i"-värde på 10,00 ± 0,08 Gm (0,06685 ± 0,00053 AE), där a är atoraxeln och i är lutningen till siktlinjen från jorden. Detta värde ger en nedre gräns på den verkliga halva storaxeln i omloppsbanan.